# Synérèse (chimie)
Pour l’article homonyme, voir Synérèse.
La synérèse est, en chimie, l'extraction ou l'expulsion d'un liquide à partir d'un gel, souvent à la suite de la contraction de ce dernier.
Le processus opposé de synérèse est l'imbibition, processus au cours duquel un matériau absorbe les molécules d'eau de l'environnement.

## Exemples de synérèse
- Le sérum sanguin s'écoulant d'un caillot de sang.
- La collecte de lactosérum à la surface du yaourt.
- L'expulsion contre-intuitive de l'eau par la gélatine sèche lorsque la température augmente.
- La synérèse a été proposée comme mécanisme de formation de la silice composant le frustule des diatomées[3].
- La formation du caillé dans le traitement du lait. L’aptitude d’un gel laitier à la synérèse résulte principalement de la richesse en caséine du lait.
- En cuisine, lors de l'expulsion de l'humidité contenu dans les molécules de protéine, en général par cuisson excessive.

## Voir également
- Coagulation
- Floculation